# Bệnh tằm gai
Bệnh tằm gai do bào tử ký sinh trùng bệnh gai (Nosema bombycis) xâm nhập vào cơ thể qua đường tiêu hoá. Bào tử bệnh gai chỉ sinh sôi nảy nở trong cơ thể sống của tằm hoặc một số loại côn trùng.
Louis Pasteur là người đầu tiên nhận ra nguyên nhân của căn bệnh này khi một dịch bệnh này lây lan trên toàn nước Pháp.

## Triệu chứng
Tằm bị nhiễm bệnh sẽ sinh trưởng, phát triển không đồng đều, lột xác kém, có nơi còn gọi là tằm sun...Tằm trốn ngủ, da căng bóng, đốt hơi ngắn, vận động nhiều, hai bên sườn xuất hiện nhiều chấm đen nhỏ li ti. Trứng tằm bị nhiễm bệnh thì bệnh sẽ phát khi tằm ở tuổi 1 - 3. Tằm nhiễm bệnh ở tuổi 1 - 3 thì sẽ phát bệnh ở tuổi 4 - 5. Cuối tuổi 5 vẫn ăn bình thường, khi lên né thì sun lại, rơi xuống và chết. Nếu đến tuổi 5 mới mắc bệnh thì vẫn nhả tơ kéo kén nhưng kén không tốt

## Con đường lây nhiễm
1. Nhiễm qua phôi (trứng) sẽ phát bệnh ở tuổi 1 đến tuổi 3.
2. Nhiễm bệnh qua đường tiêu hoá sẽ phát ở tuổi 4-5.
3. Nếu tuổi 4-5 nhiễm bệnh gai tằm vẫn kết kén nhưng bệnh sẽ lây nhiễm đến trứng của đời sau.

## Biện pháp phòng trừ
Loại mọi lô trứng nhiễm bệnh gai trên 5% (chủ yếu đối với các cơ sở sản xuất giống). Khử trùng nhà nuôi và dụng cụ nuôi tằm bằng dung dịch fooc-môn 2% trước và sau khi nuôi tằm. Sát trùng mình tằm qua các tuổi bằng vôi bột khi tằm ngủ và dậy.

## Sách tham khảo
- Louis Pasteur (1870).  Gauthier-Villars. Paris (biên tập). Études sur la maladie des vers à soie. Moyen pratique assuré de la combattre et d'en prévenir le retour (bằng tiếng Pháp).
- Pasteur Valléry-Radot (Hrsg.): Œuvres de Pasteur. Band 4: Études sur la maladie des vers à soie. Masson, Paris 1926, S. 54-186.
- Chavannes: Ueber die Krankheit des Seidenspinners und die Erziehung einer gesunden Brut desselben. In: Berliner entomologische Zeitschrift, Band 5, 1861, S. 175ff.
- Nicola Williams, Miles Roddis: Languedoc-Roussillon. MairDumont, Ostfildern 2009, S. 106.